# The Curse of the Redman
Pour plus de détails, voir Fiche technique et Distribution.
The Curse of the Redman est un film muet américain réalisé par Francis Boggs et sorti en 1911.

## Fiche technique
- Réalisation : Francis Boggs
- Scénario : Lanier Bartlett
- Production : William Nicholas Selig
- Date de sortie : États-Unis : 2 février 1911

## Distribution
- Tom Santschi
- Kathlyn Williams